# Zigera
Zigera là một chi bướm đêm thuộc họ Erebidae, hiện tại nó được coi là đồng nghĩa của Diomea.